# Штефанеску Амза, Константин
Константин Штефанеску Амза (рум. Nicolae Condeescu; 23 июля 1875, Будешти, Кэлэраши Валахия — 13 февраля 1964 , Бухарест) — румынский политический, государственный и военный деятель, генерал армии, военный министр Королевства Румыния (19 апреля 1931 — 10 августа 1932). музейный работник.

## Биография
Окончил военную школу в Яссах, затем военные курсы в Бухаресте. В 1903—1905 годах служил в 1-м инженерном полку, прошёл стажировку в элитном полку австро-венгерской армии.
Участник Второй Балканской и Первой мировой войн.
В 1920–1922 годах служил секретарём  Министерства обороны.
В 1932 году занимал пост военного министра Королевства Румыния.
Позже, в 1936–1940 годах работал в должности президента Радиовещательного общества Румынии, вице-президента и уполномоченного администратора Общества химической промышленности (1940–1944) и президента сельскохозяйственного союза (1944–1946).
Считается основателем Национального военного музея, созданного в декабре 1923 года, был первым директором.
Военная карьера:
- подпоручик — 1897,
- поручик — 1900,
- капитан — 1907,
- майор — 1913,
- подполковник — 1916,
- полковник — 1917,
- бригадный генерал — 1917,
- генерал-майор — 1928,
- генерал-инспектор армии — 1931.